# Rambalín
Rambalín es una canción de 2020, escrita por Raül Refree y Rodrigo Cuevas, e interpretada por este último. Formó parte del primer álbum de Cuevas Manual de Cortejo. Es la primera canción compuesta por Cuevas.
La habanera cuenta la historia de Rambal, un transformista gijonés asesinado y su cadáver quemado en 1976.
Cuenta con la participación del Coro Minero de Turón y el testimonio sobre Rambal de La Tarabica extraído del Archivo de Fuentes Orales para la Historia Social de Asturias.
En abril de 2020, con motivo del cuarenta y cuatro aniversario del asesinato de Rambal, y durante el periodo de confinamiento por la pandemia de COVID-19, Rodrigo Cuevas y los músicos Mapi Quintana, Rubén Bada, Tino Cuesta y Juanjo Díaz grabaron el vídeo Rambalín en cuarentena desde sus propias casas. Las ilustraciones que acompañan a la música son de la pintora y cantante Leticia Baselgas.
En noviembre de 2020 Cuevas fue premiado por esta canción con el XII Premiu Camaretá al Meyor Cantar, entregado por la Consejería de Cultura, Política Llingüística y Turismo de Asturias, por unanimidad del jurado. La gala, sin público debido a la pandemia de COVID-19, se realizó en el Teatro Fantasio de Navia.Posteriormente, en abril de 2021, la Consejería, como parte del premio, promovió el videoclip, grabado en Asturias, dirigido por Marta Lallana y producido por El Cohete Internacional.